# Les Clients qui arrivent par le dernier train
Pour plus de détails, voir Fiche technique et Distribution.
Les Clients qui arrivent par le dernier train (막차로 온 손님들, Makcharo on sonnimdeul) est un film coréen réalisé par Yu Hyǒn-mok, sorti en 1967. Il est présenté 6e du Festival International du film au Panama.

## Synopsis
Au cœur de la nuit, un homme en état d'ébriété manifeste rencontre une jeune femme désemparée qu'il recueille à son domicile et avec laquelle il noue une relation ambigüe. Son état inspire de l'inquiétude à son ami intime, un psychiatre qui entretient lui-même une relation para-professionnelle avec une de ses patientes, une jeune femme névrosée. Le retour au pays d'un de leurs amis parti faire fortune au Japon et qui se découvre cocu à son retour en Corée apporte un surcroît de tension dans l'équilibre psycho-affectif fragile des protagonistes.

## Fiche technique
- Titre francophone : Les Clients qui arrivent par le dernier train[2]
- Titre original : 막차로 온 손님들 (Makcharo On Sonnimdeul)
- Réalisation : Yu Hyǒn-mok
- Scénario : Lee Sang-hyeon et Lee Eun-seong, d'après un roman de Hong Seong-won
- Photographie : Min Jeong-sik
- Musique : Han Sang-ki
- Sociétés de production : Korean Film Co, Dong Yang Films Co.
- Pays d'origine :  Corée du Sud
- Langue originale : coréen
- Genre : drame
- Durée : 104 min
- Date de sortie : 13 décembre 1967
- Nombre d'entrées : 69000[3]

## Distribution
- Lee Soon-jae : Dong-min, un homme malade
- Moon Hee : Bo-yeong, une jeune fille d'origine asiatique
- Seong Hun : Gyeong-seok, un psychiatre, ami de Dong-min
- Nam Jeong-im : Se-jeong, une jeune fille névrosée
- Kim Seong-ok : Chung-hyeon, un ex-expatrié cocu et artiste